# Relaciones España-Suazilandia
Las relaciones España-Suazilandia son las relaciones bilaterales entre estos dos países. Suazilandia no tiene una embajada en España, pero su embajada en Londres, Reino Unido, está acreditada para España. España no tiene tiene embajada en Suazilandia pero su embajada en Maputo, Mozambique, está acreditada para este país.

## Relaciones diplomáticas
España no dispone de Embajada en Mbabane, las relaciones bilaterales se llevan desde la Embajada de España en Maputo, cuyo titular también lo es ante Suazilandia en régimen de acreditación múltiple. Los intercambios oficiales y comerciales entre España y Suazilandia son muy escasos. Actualmente la colonia española residente en Suazilandia se reduce a 8 personas; la transeúnte consiste fundamentalmente en grupos esporádicos de turistas que incluyen a ese país en su itinerario por Sudáfrica. Las solicitudes de visado de residentes en Suazilandia para viajar al espacio Schengen son gestionadas por la Embajada de España en Maputo. En general se trata de viajes a España por razones de turismo, estudios o negocios.
La Embajada de España en Maputo mantiene una frecuencia de visitas a Suazilandia con el fin de seguir la evolución del país en los más diversos campos. Con ese propósito, la Embajada mantiene una relación de trabajo considerada como fructífera con la Delegación de la Unión Europea en Mbabane. Las relaciones entre la UE y Suazilandia son muy relevantes. Además de los programas de cooperación se mantiene un Diálogo Político periódico con el gobierno suazi.

## Relaciones económicas
Las exportaciones en los últimos 10 años no han alcanzado ni el 0,001% del total de exportaciones españolas. En cuanto a la compras, no han superado el 0,002% del total del comercio mundial de España. Desde el punto de vista del origen, en los últimos 10 años España no ha superado el 0,2% de cuota de mercado en Suazilandia. En ese periodo la balanza comercial ha sido siempre (salvo en 2005) desfavorable para España.
España se ve obligada a hacer un esfuerzo para que las empresas españolas que cada vez están demostrando mayor interés por África Subsahariana como destino de inversión puedan aprovechar la cercanía geográfica de Sudáfrica y Mozambique para explorar posibilidades de inversión en Suazilandia.